# Theranos
Theranos (ˈθɛr.ən.oʊs) war ein US-amerikanisches Unternehmen in Privatbesitz auf dem Gebiet der Gesundheitstechnologie. Es wurde 2003 von der damals 19-jährigen Elizabeth Holmes gegründet, und erhielt von Risikokapitalgebern und Privatinvestoren mehr als 700 Mio. US-Dollar, was zu einer Bewertung von 10 Milliarden US-Dollar in der Spitze in den Jahren 2013 und 2014 führte. Das Unternehmen behauptete, es habe Bluttests entwickelt, für die nur sehr geringe Blutmengen erforderlich seien und die schnell und genau durchgeführt werden könnten, und zwar mit kompakten, automatisierten Geräten, die das Unternehmen selbst entwickelt habe. Diese Behauptungen haben sich später als falsch erwiesen.
Der Wendepunkt kam 2015, als der Medizinprofessor John Ioannidis und später Eleftherios Diamandis zusammen mit dem Enthüllungsjournalisten John Carreyrou vom Wall Street Journal die Stichhaltigkeit der Technologie von Theranos in Frage stellten. Das Unternehmen sah sich mit einer Reihe rechtlicher und kommerzieller Anfechtungen seitens medizinischer Behörden, Investoren, der United States Securities and Exchange Commission (SEC), der Centers for Medicare & Medicaid Services (CMS), Generalstaatsanwälten von Bundesstaaten, ehemaligen Geschäftspartnern, Patienten und anderen konfrontiert. Im Juni 2016 wurde geschätzt, dass Holmes’ persönliches Nettovermögen von 4,5 Milliarden US-Dollar auf praktisch null gesunken war. Nach mehreren Jahren des Kampfes, der Klagen und der Sanktionen der CMS wurde das Unternehmen am 4. September 2018 aufgelöst.
Theranos, Holmes und der ehemalige Präsident des Unternehmens, Sunny Balwani, wurden 2018 von der US-Börsenaufsicht SEC wegen Betrugs angeklagt. Holmes und Balwani wurden auch wegen Betrugs und Verschwörung angeklagt, wobei Holmes im Januar 2022 in vier Anklagepunkten für schuldig befunden wurde. Balwanis Prozess begann im März 2022.

## Unternehmen
Der Hauptsitz von Theranos befand sich in Palo Alto, Kalifornien. Zuvor hatte das Unternehmen Labore in Newark, Kalifornien, und Scottsdale, Arizona.
Von der Gründung im Jahr 2003 bis 2018 war Elizabeth Holmes die Geschäftsführerin des Unternehmens (CEO).
Ramesh „Sunny“ Balwani (* ca. 1965) ist ein US-amerikanischer Geschäftsmann und der ehemalige Präsident und Chief Operating Officer (COO) von Theranos. Er war ab 2003 in einer langjährigen Beziehung mit der 19 Jahre jüngeren Holmes.
Ian Gibbons (1946–2013) war Chefwissenschaftler von Theranos und kam 2005 zu Theranos. Im Jahr 2013 nahm Gibbons in der Nacht, bevor er in einem Rechtsstreit über die Technologie des Unternehmens aussagen sollte, eine Überdosis in suizidaler Absicht und starb einige Tage später an Leberversagen.

### Gründung und Expansion
Holmes gründete Theranos 2003, um ihre Idee eines schnellen und günstigen Bluttests zu verwirklichen. Nach eigenen Angaben verwendete das Unternehmen Gentests anstatt Nährböden, um Blut auf Bakterien und Viren zu untersuchen. Die Idee hinter Theranos war, Untersuchungsmethoden kostengünstiger als die der Konkurrenz und für Patienten weniger belastend anzubieten. Dies sollte durch einen eigens entwickelten Blutabnahmestift ermöglicht werden, der nur einige Mikroliter Blut entnehmen würde und mittels dessen anschließend bis zu 70 verschiedene Tests durchgeführt werden könnten.
Im Juli 2011 holte Holmes den vormaligen US-Außenminister George Shultz in den Aufsichtsrat von Theranos. Dieser gewann im Laufe der folgenden drei Jahre weitere Ex-Politiker und -Militärs für das Gremium, darunter William Perry, Henry Kissinger, Sam Nunn, Bill Frist, Gary Roughead (Admiral a. D., USN), James N. Mattis (damals General, USMC), Richard Kovacevich (ehem. Wells-Fargo-Chairman und CEO) und Riley Bechtel (ehem. CEO der Bechtel Group).
Ende 2015 hatte Theranos fast 800 Mitarbeiter.
Zu den Investoren gehörten unter anderem Rupert Murdoch mit 125 Millionen US-Dollar, Alice Walton und Betsy DeVos mit je 100 Millionen US-Dollar, Henry Kissinger mit 3 Millionen US-Dollar und James N. Mattis mit 85.000 US-Dollar.

### Aufdeckung des Betrugs und Niedergang
Im Februar 2015 schrieb John Ioannidis, Professor an der Stanford University, im Journal of the American Medical Association, dass in der medizinischen Forschungsliteratur keinerlei von Experten begutachtete Forschungsergebnisse von Theranos veröffentlicht wurden. Im Mai 2015 analysierte Eleftherios Diamandis, Professor an der University of Toronto, die Technologie von Theranos und kam zu dem Schluss, dass „die meisten Behauptungen des Unternehmens übertrieben sind“. Um die Glaubwürdigkeit des Unternehmens zu erhöhen, lud Holmes den damaligen US-Vizepräsidenten Joe Biden zu einer Besichtigung der Einrichtung ein. Biden lobte, was er sah, aber um die wahren Betriebsbedingungen des Labors zu verschleiern, hatten Holmes und Balwani für die Besichtigung durch den Vizepräsidenten ein Pseudo-Labor eingerichtet.
Seit im Oktober 2015 in einem Artikel des Wall Street Journals von John Carreyrou die ersten Zweifel an der Wirksamkeit ihres Bluttest-Apparates Edison aufkamen, ermittelten mehrere US-Behörden von US-Börsenaufsicht (SEC) bis zur FDA gegen Holmes. Von Fachleuten wird insbesondere kritisiert, dass es wesentliche Unterschiede zwischen Blut aus den Fingerspitzen und den Venen gibt und daher diese Methode für die beschriebenen Anwendungen wenig oder nicht geeignet ist. Der Bluttest-Apparat Edison in der Größe eines Tisch-Kopierers sollte mit den geringen Mengen Blut rund 240 verschiedene Tests durchführen können. Letztlich konnte der Apparat jedoch treffsicher nur Herpes nachweisen. Der Reporter des Wall Street Journal hatte aufgedeckt, dass das Unternehmen im Hintergrund heimlich Analyse-Geräte von Siemens benutzt hatte. Holmes bestritt den Fakt entschieden. Jedoch gingen etliche Mitarbeiter der Firma an die Öffentlichkeit, weil das Gerät in der Praxis fortwährend falsche Ergebnisse lieferte und sie den Betrug nicht decken wollten.
2016 verbot die amerikanische Aufsichtsbehörde Holmes die Arbeit in oder an einer Firma für Labortechnik. Am 7. Juli 2016 gab das Unternehmen bekannt, dass die Aufsichtsbehörde Centers for Medicare & Medicaid Services (CMS) den Eigentümern und Betreibern von Theranos für zwei Jahre die Lizenz zum Betrieb eines Bluttest-Labors in Kalifornien entzogen habe.
Anfang 2017 kündigte Theranos einen massiven Personalabbau an.
Am 14. März 2018 reichte die US-Börsenaufsicht SEC bei einem Bezirksgericht im Bundesstaat Kalifornien eine Beschwerde gegen Holmes ein. Der Vorwurf lautete auf Wertpapierbetrug. Holmes habe gewusst, dass die meisten Bluttests des Unternehmens Theranos nicht von einem eigens entwickelten Blutanalysegerät, sondern mit Geräten von Drittanbietern analysiert worden waren. Gleichwohl habe sie potenziellen Investoren gegenüber den Eindruck erweckt, dass die Tests mit Hilfe ihrer Eigenentwicklung durchgeführt worden seien, und sich durch diese und andere falsche Angaben wissentlich oder grob fahrlässig Investorengelder in dreistelliger Millionenhöhe gesichert. Holmes einigte sich mit der Börsenaufsicht im Rahmen eines Vergleiches unter anderem auf die Zahlung von 500.000 US-Dollar Strafe und die Verpflichtung, zehn Jahre lang kein börsennotiertes Unternehmen zu leiten. Im Zuge dessen übertrug sie 18,9 Millionen eigener stimmberechtigter Aktien an Theranos, um die Kontrolle über das Unternehmen abzugeben.
Im April 2018 wurde einem Großteil der verbliebenen 125 Mitarbeiter gekündigt. Die meisten der letzten zwei Dutzend Angestellten wurden zum 31. August 2018 entlassen. Das Bluttest-Startup Theranos wurde am 4. September 2018 endgültig geschlossen.

## Filme und Serien
- The Dropout US-amerikanische Miniserie, 2022
- Die smarten Verführer: Blut, Wind und das große Geld, Hochstapler in der Wirtschaft, Deutschland, 2023[44]